# Trypanosyllis attenuata
Trypanosyllis attenuata är en ringmaskart som beskrevs av Addison Emery Verrill 1900. Trypanosyllis attenuata ingår i släktet Trypanosyllis och familjen Syllidae. Inga underarter finns listade i Catalogue of Life.